# Travis Hall
Travis Todd Hall (* 3. August 1972 in Soldotna, Alaska) ist ein ehemaliger US-amerikanischer American-Football-Spieler. Er spielte bei den Atlanta Falcons und den San Francisco 49ers in der National Football League (NFL) auf der Position des Defensive Tackle.

## Frühe Jahre
Hall ging in West Jordan, Utah, auf die Highschool. Später besuchte er die Brigham Young University.

## NFL
Hall wurde im NFL-Draft 1995 in der sechsten Runde an 181. Stelle von den Atlanta Falcons ausgewählt. In seiner ersten Saison erhielt er nur einen Kurzeinsatz bei den Falcons. Doch schon in seinem zweiten Jahr avancierte er zum Stammspieler. In der Saison 1997 erzielte er seinen Karrierebestwert mit 10,5 Sacks. Eine Saison später erreichte er mit den Falcons den Super Bowl XXXIII, hier verlor man jedoch mit 34:19 gegen die Denver Broncos. Am 3. September 2005 unterschrieb er einen Vertrag bei den San Francisco 49ers. Hier beendete er nach einem Jahr seine Karriere.